# Torpedo puelcha
Torpedo puelcha é uma espécie de peixe da família Torpedinidae.
Pode ser encontrada nos seguintes países: Argentina, Brasil e Uruguai.
Os seus habitats naturais são: mar aberto.